# Hermann Kaponig
Hermann Kaponig (* 1963 in Klagenfurt am Wörthersee) ist ein Offizier des Österreichischen Bundesheeres im Range eines Generalmajors und seit 2019 Kommandant des IKT und Cybersicherheitszentrums  (IKT&CySihZ) des Österreichischen Bundesheeres.

## Leben

### Militärische Laufbahn

#### Ausbildung und erste Verwendungen
Nach seiner Matura 1982 an der Höheren Technischen Lehranstalt in Ferlach, Fachrichtung Waffentechnik, absolviert er als Einjährig-Freiwilliger seinen Militärdienst in Kärnten. Nach der Offiziersausbildung an der Theresianischen Militärakademie in Wiener Neustadt (Jahrgang Predil), wo er 1987 zum Leutnant ausgemustert wurde, versetzte man ihn in die 9. Panzergrenadierbrigade. Dort diente er bis zum Dienstgrad Oberleutnant als Technischer Offizier, Zugskommandant und als Stellvertreter des Kompaniekommandanten.

#### Dienst als Stabsoffizier
1990 bis 1991 führte er als Stellvertreter des Kompaniekommandanten einen Auslandseinsatz im Zuge des United Nations Disengagement Observer Force Austrian Battalion durch. Danach folgten Verwendungen als Kompaniekommandant und als Stabsoffizier (S4). Zwischen 1996 und 1998 wurde er auch international als Stabsoffizier im G4-Bereich der damaligen UN - Standby High Readiness Brigade (SHIRBRIG) in Kopenhagen, Dänemark eingesetzt. 1998 wurde Kaponig als Referatsleiter für technische Ausbildungsangelegenheiten im Bundesministerium für Landesverteidigung eingesetzt. In der Folge absolvierte er von 2000 bis 2003 den 16. Generalstabslehrgang an der Landesverteidigungsakademie in Wien und studierte parallel an der Universität Wien das individuelle Diplomstudium „Militärische Höhere Führung“.
2003 wurde er zum Oberstleutnant des Generalstabsdienstes befördert und zum Militärkommando Niederösterreich ausgemustert. In seiner Folgeverwendung als Planungsoffizier in der Abteilung Militärische Grundsatzplanung (MGP) im Planungsstab des Generalstabs, war er für Interoperabilität zuständig. Kaponig arbeitete im Rahmen der Streitkräfteentwicklung bei der Reform ÖBH2010 mit. Er war 2003 bis 2005 in der Funktion als „Primary Augmentee“ im „“Kommando Operative Eingreifkräfte„“ in Ulm, Deutschland, eingesetzt. Im Anschluss kam er als Referatsleiter für Planung und Rüstung ins Kabinett des Bundesministers im Bundesministerium für Landesverteidigung.

#### Dienst im Generalsrang
2007 wurde er zum Abteilungsleiter der Abteilung Ausbildung B im Ministerium bestellt und zum Brigadier befördert. Ab 2012 übernahm er die Leitung des damaligen Führungsunterstützungszentrums (FüUZ). 2013 wurde er zum Leiter der Gruppe Logistik im Generalstab bestellt. Mit den insgesamt sechs Abteilungen seiner Gruppe, hat er maßgeblich die gesamte Logistik und die Militärmedizin weiterentwickelt und geleitet. Kaponig war als Gruppenleiter auch Nationaler Logistikdirektor und vertrat dabei das Ressort in den Gremien der EU und NATO.
Kaponig wurde 2016 im Rahmen der Reform LV21.1 als Projektleiter für den Fähigkeitsbereich Führungsunterstützung eingeteilt und als Überleitungsbeauftragter mit 1. Jänner 2017 mit der Führung des Kommandos Führungsunterstützung und Cyber Defence (KdoFüU&CD), des Cyber-Fähigkeitskommandos und Kompetenzzentrums des Bundesheeres in den Bereichen Cyber Defence, Informations- und Kommunikationstechnologie, Elektronische Kampfführung und Militärisches Geowesen, betraut. Das Kommando Führungsunterstützung und Cyber Defence war eine eigene Teilstreitkraft (Cyberkräfte) für die „Domäne Cyber“ und eines von vier Fähigkeitskommanden der Oberen Führung des Österreichischen Bundesheeres. Mit 1. September 2017 wurde Kaponig zum Kommandanten des Kommandos Führungsunterstützung und Cyber Defence bestellt und zum Generalmajor befördert.
Nach einer weiteren Heeresreform wurde die Heeresorganisation mit den vier Kommanden der Operativen Führungsebene (KdoLaSK, KdoLuSK, KdoFüU&CD, KdoLog) aufgelöst. Damit hatte er den Auftrag, das vormalige KdoFüU&CD aufzulösen und in die neue Organisation Informations-Kommunikations-Technologie und Cybersicherheitszentrum  (IKT&CySihZ) überzuleiten. Er wurde nach der organisatorischen Überleitung mit 1. April 2019 gleichzeitig mit der Führung des IKT&CySihZ betraut.
Mit Mai 2022 wurde Kaponig zum Verantwortlichen für den Aufbau der der Direktion 6 – IKT & Cyber im Generalstab. Im Oktober 2024 wurde die Struktur der Direktion 6 eingenommen und Kaponig als Leiter der Direktion zum Kommandanten der Cyber- und Informationskräfte.
Kaponig wurde zu seinen jeweiligen Funktionen, zusätzlich durch die jeweiligen Bundesminister oder den Generalstab mit folgenden Sonderaufgaben betraut: Ressortvertreter für den Bereich Support bei gesamtstaatlichen Bearbeitungen im Bundeskanzleramt, Sonderbeauftragter für den Truppenübungsplatz Allentsteig, Mobilitätsbeauftragter des BMLV, Stiftungsvorstand der Altösterreichischen Militärstiftungen (VAM) des BMLV und als Cyber-Koordinator des BMLV. Aktuell ist er als Mitglied im Wehrtechnisch Naturwissenschaftlichen Beirat der Wissenschaftskommission vertreten.
Kaponig war zudem Teilnehmer hochrangiger internationaler Lehrgänge und Seminare (NATO, EU, UNO) wie z. B. des Internationalen Rüstungsmanagerseminars „European Seminar for Top Armaments Manager Personnel“ (EuroSTAMP 14) in Berlin, oder das sicherheitspolitische Seminar „Internationale Höhere Führung“ an der Führungsakademie der Bundeswehr in Hamburg.
Er hat in den Themenfeldern Cyber-Defence und -Security zahlreiche nationale und internationale Vorträge gehalten und an Podiumsdiskussionen wie z. B. in London, Bukarest, Washington, Palo Alto, Berlin, Bonn, Wien etc., teilgenommen.
Zudem ist Kaponig Verfasser einer Vielzahl von Fachbeiträgen im Cyberbereich.

#### Ehrungen und Auszeichnungen (Auswahl)
- 2019: Großes Ehrenzeichen für Verdienste um die Republik Österreich
- 2023: Goldenes Ehrenkreuz des Ordens des Heiligen Georg

### Privates
Hermann Kaponig ist verheiratet, Vater von zwei Kindern und lebt in Enzesfeld-Lindabrunn.